# Sherlock Holmes i New York
Sherlock Holmes i New York (engelska: Sherlock Holmes in New York) är en amerikansk TV-film från 1976 i regi av Boris Sagal, med Roger Moore, John Huston, Patrick Macnee och Charlotte Rampling i rollerna.

## Handling
Den store detektiven Sherlock Holmes (Roger Moore) och hans kompanjon Dr. Watson (Patrick Macnee) färdas till New York för att undersöka ett hot av Professor Moriarty (John Huston).
Under sina undersökningar återförenas Holmes och Watson med sin gamla bekanta Irene Adler (Charlotte Rampling), numera en populär sångerska. Hon berättar att Moriarty kidnappat hennes son och lämnat ett brev där han kräver att Holmes avböjer att hjälpa polisen med fallet; om han hjälper till kommer pojken att dö.

## Rollista
| Roger Moore        | – Sherlock Holmes         |
| John Huston        | – Prof. Moriarty          |
| Patrick Macnee     | – Dr. Watson              |
| Charlotte Rampling | – Irene Adler             |
| David Huddleston   | – Inspector Lafferty NYPD |
| Signe Hasso        | – Fraulein Reichenbach    |
| Gig Young          | – Mortimer McGrew         |
| Leon Ames          | – Daniel Furman           |
| John Abbott        | – Heller                  |

## Utmärkelser
- Edgar
  - Nominerad: Bästa TV-film eller miniserie